# Роберт, Ирэна Веньяминовна
Ирэ́на Веньями́новна Роберт (род. 15 июня 1938, Баку) — российский учёный-педагог, академик Российской академии образования (2008), доктор педагогических наук, профессор.

## Биография
Начала свою научную деятельность в 1984 году старшим научным сотрудником Лаборатории информатики и вычислительной техники НИИ ШОТСО АПН СССР (создана в апреле 1984 г. в соответствии с Постановлением ЦК КПСС и Совета Министров СССР № 313 «Об организации научных подразделений, обеспечивающих компьютеризацию общеобразовательной школы»), продолжила свою научную деятельность в научно-исследовательских институтах Российской академии образования и была директором ФГБНУ «Институт информатизации образования Российской академии образования» с 2001 г по 2014 г. В настоящее время Роберт И. В. является главным научным сотрудником ФГБНУ «Институт стратегии развития образования Российской академии образования», руководит научной школой «Информатизация образования»
Научно-исследовательская и учебно-методическая деятельности Роберт И. В. посвящена фундаментальным и прикладным исследованиям в области методологии, теории, методики и практики обучения информатике и информатизации образования (в общем среднем и профессиональном образовании), а также подготовке научно-педагогических кадров общего среднего и профессионального образования (педагогического, технического, гуманитарного).
Результаты научной деятельности Роберт И. В. отражены в публикациях (около 400 научных работ): монографии, концепции, учебно-методические пособия для студентов педвузов и учителей, научные статьи (в WOS, ERIH, ВАК), электронные издания образовательного назначения, патенты на полезную модель и на изобретение. На основе разработанных ею научно-методических подходов в регионах России осуществляется подготовка учителей, студентов, аспирантов и докторантов.
Роберт И. В. осуществляла руководство научными исследованиями в области информатизации образования (1993—2007 гг.) и координировала исследования более 30-ти научных коллективов университетов, вузов, НИИ России в рамках разнообразных научно-исследовательских программ Российской академии образования. Она являлась (2008—2019 гг.) научным руководителем Государственных заданий Программы фундаментальных научных исследований государственных академий наук на 2013—2020 годы (в части Российской академии образования) (утверждена распоряжением Правительства РФ от 3 декабря 2012 г. № 2237-р), координируя исследования научных коллектива университетов, вузов, НИИ России.
Под руководством Роберт И. В. коллектив научных сотрудников подготовил документы, и в 2001 г. была открыта новая специализация ВАК Минобрнауки РФ: 13.00.02 — теория и методика обучения и воспитания (информатизация образования). С 2001 г. по 2014 г. и с 2017 г. по 2019 г. Роберт И. В. являлась председателем докторских советов, в том числе и по этой специальности.
Роберт И. В. удостоена дважды звания Лауреата Премии Правительства РФ в области образования: в 2002 г. (распоряжение Правительства РФ от 30 августа 2002 г., № 647) и в 2009 г. (распоряжение Правительства РФ от 28 августа 2009 г. №. 1246-р, г. Москва).
Роберт И. В. получила от Президента Российской Федерации В. В. Путина Благодарность «За достигнутые трудовые успехи, многолетнюю плодотворную работу, активную законотворческую деятельность» (Москва, Кремль, 12 марта 2014 г., № 60-рп).
Роберт И. В. имеет медаль ветерана труда, награждена медалью К. Д. Ушинского, Золотой медалью РАО, медалью Выгодского, а также золотой, серебряными и бронзовыми медалями ВДНХ и др. наградами; имеет благодарности от министерств и ведомств Российской Федерации.
В 2004 году Роберт И. В. как научный руководитель возглавила Орган по сертификации педагогической продукции, функционирующей на базе информационных и коммуникационных технологий (система АПИКОН), действующий до 2014 года при ФГБНУ «Институт информатизации образования Российской академии образования» (свидетельство о регистрации в Едином реестре зарегистрированных систем добровольной сертификации, регистрационный № РОСС RU. Д149.04АО00 от 06.12.2004).

## Научная деятельность
Роберт И. В. является научным консультантом 22 докторов педагогических наук и научным руководителем 36 кандидатов педагогических наук.
Коллективом научной школы Роберт И. В. и под её руководством осуществлялись международные научные исследования: в Великобритании — с Институтом образования Лондонского университета (г. Лондон); в Австралии — с Университетом Монаш (г. Мельбурн). Подготовка кадров информатизации общего среднего, профессионального и дополнительного образования проводилась в Мексике (г. Пуэбло) совместно с Католическим Университетом (Puebla, Pue., С.P.).
Научные интересы Роберт И. В.:
1. Развитие дидактики (дидактика периода цифровых технологий; реализация дидактико-технологических парадигм информатизации образования; совершенствование категориального аппарата информатизации образования периода цифровых технологий).
2. Психолого-педагогический и технологический аспекты развития информатизации образования (Конвергентное образование; Трансфер-интегративные зоны научных областей знания; Создание и функционирование информационно-образовательного пространства; Разработка цифровых образовательных технологий, реализующих возможности технологий «Дополненная реальность», «Виртуальная реальность»).
3. Подготовка научно-педагогических кадров в области информатики и информатизации образования.
4. Экспертиза и сертификация педагогической продукции, функционирующей на базе информационных и коммуникационных технологий (как аналоговой, так и цифровой формы реализации).
5. Теория и методика обучения информатике (уровень общего среднего и профессионального образования).

У Роберт И. В.: индекс Хирша — 27; число публикаций в Web of Science — 9; число публикаций в Scopus — 12; число публикаций в ERIH — 3; число публикаций, рекомендованных ВАК Минобрнауки РФ — 88; число публикаций в РИНЦ — 259, ссылок — 8709; число монографий — 10; число патентов — 2.

## Основные работы
Монографии
- Алгоритмизация в обучении математике (монография). М.: ИИО РАО, 2014. — 88 с.
- Теория и методика информатизации образования (психолого-педагогический и технологический аспекты) БИНОМ. Лаборатория знаний. 2014. — 398 с.
- Прогноз развития информатизации образования как области научного знания (глава в коллективную монографию), С. 83-104. Гуманитарные ориентиры современного образования: монография. / В. В. Сериков, Н. С. Пурышева, Г. П. Стефанова [и др.]; под общ. Ред. У. В. Данильчук. — Волгоград: Изд-во ВГСПУ «Перемена», 2015. — 328 с.
- Роберт И. В. Мухаметзянов И. Ш., Касторнова В. А. Монография: Информационно-образовательное пространство. — М.: ФГБНУ «ИУО РАО», 2017. — 92 с.
- Роберт И. В., Мухаметзянов И. Ш., Ваграменко Я. А., Яламов Г. Ю., Бешенков С. А., Миндзаева Э. В. и др. Монография: Электронное обучение и дистанционные образовательные технологии. Теория и практика. Научное издание. Часть 1 / Под науч. ред. Я. А. Ваграменко, М. П. Карпенко. — М.: Изд-во СГУ, 2017. — 528 с.
- Развитие информатизации образования в школе и педагогическом вузе в условиях обеспечения информационной безопасности личности. Монография. / С. А. Бешенков, Я. А. Ваграменко, В. А. Касторнова, О. А. Козлов, Э. В. Миндзаева, И. Ш. Мухаметзянов, В. П. Поляков, И. В. Роберт, В.И Сердюков, Т. Ш. Шихнабиева, Г. Ю. Яламов. — М.: ФГБНУ «ИУО РАО», 2018. — 105 с.
- Развитие дидактики в условиях информатизации образования (глава в коллективную монографию) «Наука и профессиональное образование»: к 70-летию Российской академии образования: коллективная монография / Под ред. И. П. Смирнова, Е. В. Ткаченко, С. Н. Чистяковой. — М.: Экон-информ, 2013. — 331 с. ISBN 978-5-95-06-1076-9, 500 экз., 20,72 усл.п.л. С. 70-80
- Прогноз развития информатизации образования как области научного знания (глава в коллективную монографию). // Гуманитарные ориентиры современного образования: монография. / В.В, Сериков, Н. С. Пурышева, Г. П. Стефанова [и др.]; под общ. Ред. У. В. Данильчук. — Волгоград: Изд-во ВГСПУ «Перемена», 2015. — 328 с. С. 83-104

Концепции
- Конвергенция наук об образовании и информационных технологий как эволюционное сближение наук и технологий (для научных сотрудников и преподавателей учреждений профессионального образования). Концепция. — М.: ИИО РАО, 2014. — 54 с.
- Развитие дидактики в условиях информатизации образования как трансфер-интегративной области научного знания (концепция). — М.: ИИО РАО, 2014. — 38 с.
- Психолого-педагогические условия создания и функционирования информационно-образовательного пространства (концепция) // Информационная среда образования и науки — 2014. — № 20, С. 78-101[2].
- Роберт И. В., Ваграменко Я. А., Граб В. П. Рекомендации по рецензированию электронных изданий образовательного назначения, используемых в образовательном процессе образовательных учреждений начального общего, основного общего, общего среднего образования. 2-е изд., испр. и доп. — М.: ИИО РАО, 2013. — 25 с.
- Психолого-педагогические условия создания и функционирования информационно-образовательного пространства (для педагогических кадров, администрации образовательных учреждений, научных -работников). Концепция. // М.: ИИО РАО, 2013. — 33 с.

Перечень статей Роберт И. В., индексируемых в наукометрических базах данных.
В Web of science:
1. Avilés-Espinosa Rodrigo, Bardella Paolo, Cataluna M A, Ding Yaogen, Kapsalis Andrew, Krakowski Michel, Loza-Alvarez Pablo, Mesaritakis Charis, Montrosset Ivo, Nikitichev D I, Rossetti Mattia, Ruiz Mike, Simos Hercules, Syvridis Dimitris, Tran Michael, Xu Tianhong, Крестников Игорь Леонидович, Лившиц Даниил Александрович, Рафаилов Эдик Урихаевич, Роберт Ирэна Веньяминовна. // High peak-power picosecond pulse generation at 1.26 μm using a quantum-dot-based externalcavity mode-locked laser and tapered optical amplifier. // OPTICS EXPRESS, 2012, № 13, Т. 20. С. 4308—4320
2. Alhazime A, Bardella Paolo, Cataluna M A, Ding Yaogen, Kapsalis Andrew, Krakowski Michel, Mesaritakis Charis, Montrosset Ivo, Nikitichev D I, Rossetti Mattia, Ruiz Mike, Simos Hercules, Syvridis Dimitris, Tran Michael, Xu Tianhong, Крестников Игорь Леонидович, Лившиц Даниил Александрович, Рафаилов Эдик Урихаевич, Роберт Ирэна Веньяминовна. // Tunable master-oscillator power-amplifier based on chirped quantum-dot structures. // IEEE PHOTONICS TECHNOLOGY LETTERS, 2012, № 20, Т. 24. С. 1841—1844
3. I. Robert. Didactics development in education informatization Innovative Information Technologies: Materials of the International scientific — practical conference. Part 1. / Ed. Uvaysov S. U. — M.: HSE, 2014, 472 p. С. 437—443
4. I. Robert, L. Martirosyan, V. Kastornova, N. Gerova, I. Mukhamctzyanov, A. Dimоva. Implementation of the Internet for Educational Purposes (Реализация возможностей Интернета в образовательных целях) Smart Education and e-Learning. / Editors: V. L. Uskov, R. J. Howlett, L. C. Jain. — Springer. — Smart Innovation, Systems and Technologies. — 2016. — Volume 59. Р. 573—585
5. Pavlov A.A., Robert I.V., Burmistrov A.A., Tsar’kov A.N., Korsunskii D.A., Sorokin D.E., Neustroev S.S. Test Code Correction Of Errors In The Information Storage Devices Of Measurement Systems, p. 923—928 MEASUREMENT TECHNIQUES — 2016. — Том 59. Выпуск 9. Издательство: Springer New York Consultants Bureau ISSN: 0543-1972e ISSN: 1573-8906, p. 923—928
6. Irena V. Robert, Viktor P. Polyakov, Oleg A. Kozlov. Information security of the personality of the subjects of the educational process SHS Web of Conferences. — 2017. — Volume: 47. Article No: 01059-62.
7. I. Robert. Didactic-technological paradigms in informatization of education SHS Web of Conferences. — 2017. — Volume: 47. Article No: 01056-62.
8. Irena Robert, Sergey Neustroev, Mikhail Goncharov. Intellectualization of the Learning Process Based on Digital Technology Proceedings of the International Conference on the Development of Education in Russia and the CIS Member States (ICEDER 2018) — Moscow, 2018. — p. 8-11.
9. I. Robert. Pedagogical Feasibility of Using Systems on the Web-interface for Implementating the Interdisciplinary Nature of Training Proceedings of the International Conference on the Development of Education in Russia and the CIS Member States (ICEDER 2018) — Moscow, 2018. — p. 36—40.

В ERIH:
1. Роберт И. В., Рягин С. Н. Разработка и использование электронного учебника современного периода информатизации образования Человек и образование — 2015 г. — № 4. С. 19—24.
2. Роберт И. В. Современное состояние и проблемы развития фундаментальных и прикладных исследований в области информатизации образования Человек и образование. — 2017. — № 2. С. 165—174
3. I.V. Robert, I.Sh. Mukhametzyanov, A.A. Arinushkina, V.A. Kastornova, L.P. Martirosyan Forecast of the Development of Education Informatization // Revista Espacios. — Vol. 38 (Nº 40) — Año 2017. — Pág. 32

В ведущих рецензируемых научных журналах и изданиях, рекомендованных ВАК Минобрнауки РФ:
1. Роберт И. В. Информация и информационное взаимодействие, их место и роль в современном образовании // Журнал «Мир психологии», № 3 — 2010. С. 54—67
2. Роберт И. В. Развитие дидактики в условиях информатизации образования. // Учение записки. Вып. 33. — М.: ИИО РАО, 2010. С. 3-21
3. Роберт И. В. Теоретико-методологические и педагогико-технологические основания развития информатизации образования как новой области научного знания // Вестник Витебского государственного университета. Вып. 1(61), 2011. С. 59-67
4. Роберт И. В. Дидактика информатизации образования: предпосылки становления и развития; характерные особенности. // «Информатизация образования и науки», № 4(12) — 2011 С. 126—141
5. Роберт И. В. Информационно-коммуникационная предметная среда // Ученые записки ИИО РАО. Вып. 38. — М.: ИИО РАО, 2011. С. 5-34
6. Роберт И. В. Методология научной области «Информатизации образования». // Ученые записки ИИО РАО. Сборник. Вып.37. — М.: ИИО РАО, 2011. С. 3—32
7. Роберт И. В. Автоматизация информационно-методического обеспечения учебно-воспитательного процесса и организационного управления образовательным учреждением (ретроспектива и перспектива). // Педагогическая информатика. Вып. 6, 2011. С. 60—72
8. Роберт И. В. Подготовка научно-педагогических кадров информатизации образования. // Информационная среда образования и науки — 2011. — № 3[3]
9. Роберт И. В. Концепция развития дидактики в условиях информатизации образования. // М.: ИИО РАО, 2012. — 34 с.
10. Роберт И. В. Идеализированные модели педагогической продукции, функционирующей на базе информационных и коммуникационных технологий. // Ученые записки ИИО РАО. Сборник. Вып. 46. — М.: ИИО РАО, 2013. С. 5—19
11. Роберт И. В. Принципы создания образовательного контента, ориентированного на использование стереоскопически представленной аудиовизуальной информации. // Педагогическая информатика. Вып. 1, 2013. С. 47—66
12. Роберт И. В. Актуальность проблемы стандартизации применения информационных технологий в процессе изучения учебных предметов. // Педагогическая информатика. № 4, 2013. С. 57—71
13. Роберт И. В. Психолого-педагогические условия создания и функционирования информационно-образовательного пространства // Педагогическая информатика. № 1, 2014. С. 60—78.
14. Роберт И. В. Перспективные научные исследования, определяющие развитие информатизации образования // Педагогическое образование в России. № 4, 2014 С. 199—204.
15. Роберт И. В. Конвергенция наук об образовании и информационных технологий как эволюционное сближение наук и технологий // Информационная среда образования и науки — 2014. — № 20 — С.25—67.[4]
16. Роберт И. В. Дидактика периода информатизации образования // Педагогическое образование в России. № 8, 2014. С. 110—119.
17. Robert I.V. Prospects of Fundamental Scientific Research in Information Technologies Areas of Russian Educational System. Zhurnal ministerstva narodnogo prosveshcheniya, 2014, Vol.(1), № 1. С.36—45.[5]
18. Роберт И. В. Фундаментальные научные исследования в области информатизации образования // Педагогическая информатика. № 3, 2014. С. 8-19.
19. Роберт И. В. Основные направления фундаментальных и прикладных научных исследований, определяющих развитие информатизации отечественного образования. // Человеческий капитал. № 6 (66), 2014. С. 12-18.
20. Роберт И. В., Бордовский Г. А. Научно-организационная деятельность межуниверситетской сети «Образование для всех» УНИТВИН / кафедра ЮНЕСКО Российской академии образования Сборник: Формирование современного информационного общества. Проблемы, перспективы, инновационные подходы материалы международного форума. Санкт-Петербургский государственный университет аэрокосмического приборостроения. 2014. С. 15-19.
21. А. А. Павлов, А. Н. Царьков, И. В. Роберт, С. Н. Рягин, Д. Е. Сорокин,Д. Д. Иванов, Д. С. Кудрявцев, А. С. Бутранов. Анализ эффективности тестово-кодовой коррекции ошибок оперативных запоминающих устройств. // Известия Института инженерной физики. 2015. — № 4 (38). С. 47-57.
22. Роберт И. В. Научно-педагогические практики как результат конвергенции педагогической науки и информационных и коммуникационных технологий. // Педагогическая информатика — 2015 — № 3. С. 27-41.
23. Роберт И. В. Основные направления развития информатизации образования в информационном обществе глобальных коммуникаций. // Педагогика — 2015 — № 10. С. 23-32.
24. Роберт И. В. Прогноз развития информатизации образования как области научно-педагогического знания Педагогическая информатика — 2015 — № 1. С. 64-80.
25. Павлов А. А., Кудрявцев Д. С., Царьков А. Н., Сорокин Д. Е., Неустроев С. С., Роберт И. В. Рягин С. Н. Минимизированный код для обнаружения ошибок устройств хранения и передачи информации. // Наукоград: наука производство общество — 2016 — № 1(7). С. 39-44.
26. А. А. Павлов, А. Н. Царьков, И. В. Роберт, П. А. Павлов, Д. Е. Сорокин, А. А. Бурмистров, Д. Д. Иванов. Методический аппарат тестово-кодовой коррекции ошибок оперативных запоминающих устройств. // Приборы и системы. Управление, контроль, диагностика — 2016 — № 1. С. 17-24.
27. Павлов А. А., Роберт И. В., Бурмистров А. А., Царьков А. Н., Корсунский Д. А., Орокин Д. Е., Неустроев С. С., Роберт И. В. Тестово-кодовая коррекция ошибок статических оперативных запоминающих устройств. // Измерительная техника. — 2016. — № 9. С. 15-19
28. Роберт И. В. Перспективные фундаментальные исследования в области информатизации образования. Ученые записки ИУО РАО. — 3 (59) выпуск, 2016. С. 78-85.
29. Роберт И. В., Неустроев С. С., Рягин С. Н., Сорокин Д. Е., Бурмистров А. А., Царьков А. Н., Павлов А. А., Иванов Д. Д. Обнаружение ошибок устройств хранения и передачи информации. // Известия Института инженерной физики — 2016 — Т. 1 — № 39. С. 59-65
30. Роберт И. В. Перспективные научно-педагогические исследования в области информатизации профессионального образования. // Наукоград наука производство общество. — 2016. — № 2. С. 39-45
31. Роберт И. В. Формирование информационной безопасности личности обучающегося в условиях интеллектуализации его деятельности. // Педагогическая информатика. — 2017. — № 2. С. 42-59
32. Роберт И. В. Дидактико-технологические парадигмы современного периода информатизации отечественного образования // Педагогическая информатика. — 2017. — № 3. С. 63-78
33. Роберт И. В. Развитие информатизации образования на основе цифровых технологий: интеллектуализация процесса обучения, возможные негативные последствия. // Наука о человеке: гуманитарные исследования. — 2017. — № 4 (30). С. 65-71
34. Роберт И. В. Конвергентное образование: истоки и перспективы. // Наука о человеке: гуманитарные исследования. — 2018.- № 2 (32). С. 64-76
35. Роберт И. В. Методология педагогического исследования. // Наука о человеке: гуманитарные исследования. — 2018. — № 3 (33). С. 85-98
36. Роберт И. В. Развитие понятийного аппарата педагогики: цифровые информационные технологии. // Педагогическая информатика. — 2019 — № 1. С. 108—121.
37. Роберт И. В. Дидактика эпохи цифровых информационных технологий Профессиональное образование. - 2019. — № 3. С. 16-26.
38. Robert I.V. Didactics development in education informatization. // Innovative Information Technologies: Materials of the International scientific — practical conference. Part 1. / Ed. Uvaysov S. U. — M.: HSE, 2014, 472 p. С. 437—443

Патенты:
- Полезная модель № RU 160959 «Сбоеустойчивое запоминающее устройство» // Павлов А. А., Бородай В. Э., Иванов Д. Д., Кудрявцев Д. С., Павлов А. А., Роберт И. В., Рягин С. Н., Сорокин Д. Е., Царьков А. Н. Патентообладатель: "Межрегиональное общественное учреждение «Институт инженерной физики» (RU). Заявка 2015149111/08, 17.11.2-15. Дата начала отсчета срока действия патента 17.11.2015. Опубликовано: 10.04.2016 г., Бюл. № 10
- Патент на изобретение № 2610264 «Сбоеустойчивое запоминающее устройство» // Бородай В. Э., Иванов Д. Д., Кудрявцев Д. С., Павлов А. А., Роберт И. В., Рягин С. Н., Сорокин Д. Е., Царьков А. Н. Патентообладатель: Межрегиональное общественное учреждение «Институт инженерной физики» (RU). Заявка 201514338. Приоритет изобретения 22 октября 2015 г. Дата Государственной регистрации в Государственном реестре изобретений Российской Федерации 08 февраля 2017 г. Патентообладатель "Межрегиональное общественное учреждение «Институт инженерной физики».